# ヤマハ・マグザム
ヤマハ・マグザム (MAXAM) とは、ヤマハ発動機が2005年4月より製造・販売を開始した、スクータータイプのオートバイ。機種名はCP250、型式はBA-SG17J（前期型）/JBK-SG21J（後期型）。

## 概要
2005年4月の高速道路2人乗り解禁、また同年6月より実施されたAT限定自動二輪免許を見越して登場。「ベストタンデム・アーバンクルーザー」をコンセプトに、タンデム（2人乗り）時の快適性に重点を置いた低く構えたデザインが特徴。このデザインは、ソロライディング時とタンデム時の重心変化と、それによる操縦性の変化を最小限に抑える効果がある。シート高も655mmと低く抑えられているために足着き性はよく、またタンデムシートとの段差が少ないため、タンデムライダーは乗り降りしやすく、かつ前のライダーと視線がほぼ同じになるという効果がある。
搭載されるエンジンは、排気量249ccの水冷DOHC4バルブ単気筒。最高出力は15kW（20ps）を発揮。またトランスミッションは自動遠心式のクラッチにVベルト式の無段変速機が組み合わされている。
ライバル車としてホンダ・フュージョンやスズキ・ジェンマが想定されていた。
オートバイ販売チェーンのレッドバロンが、カリスマメンズブランドのマスターマインド・ジャパンと共同でプロデュースしたカスタム車、CP250MMJ（定価315万円）のベースマシンとなっている。
2017年9月1日、生産終了を発表。